# The Lighthouse
The Lighthouse er en amerikansk-canadisk psykologisk gyserfilm fra 2019 instrueret og produceret af Robert Eggers, der skrev manuskriptet sammen med sin bror Max Eggers.  Filmen er sort/hvid og med billedformatet 1.19: 1.  Det handler om to fyrmænd (spillet af Willem Dafoe og Robert Pattinson), der er stationeret på en mystisk øde ø ud for New England i 1890'erne.  Når en havstorm får dem til at blive helt isolerede på øen, begynder begge at miste deres sunde fornuft.
The Lighthouse havde verdenspremiere på Cannes Film Festival den 19. maj 2019 og havde premiere i USA den 18. oktober samme år og den 22. november i Sverige. Filmen modtog flere positive anmeldelser fra kritikerne, der roste dets fotografering og produktionsdesign, Eggers manuskript og instruktion samt Pattinsons og Dafoes skuespil.

## Medvirkende
- Robert Pattinson som Ephraim Winslow/Thomas Howard
- Willem Dafoe som Thomas Wake
- Valeriia Karamän som havfruen
- Logan Hawkes som den rigtige Ephraim Winslow

## Hæder
| Pris                                          | Dato for prisuddeling | Kategori                                            | Modtager(e)                | Resultat           | Ref.          |
| --------------------------------------------- | --------------------- | --------------------------------------------------- | -------------------------- | ------------------ | ------------- |
| Academy Awards                                | February 9, 2020      | Best Cinematography                                 | Jarin Blaschke             | Nomineret          | [ 1 ]         |
| Austin Film Critics Association               | January 6, 2020       | Best Supporting Actor                               | Willem Dafoe               | Nomineret          | [ 2 ] [ 3 ]   |
| Austin Film Critics Association               | January 6, 2020       | Best Cinematography                                 | Jarin Blaschke             | Nomineret          | [ 2 ] [ 3 ]   |
| British Academy Film Awards                   | February 2, 2020      | Best Cinematography                                 | Jarin Blaschke             | Nomineret          | [ 4 ] [ 5 ]   |
| Cannes Film Festival                          | May 25, 2019          | FIPRESCI Prize – Directors' Fortnight/Critics' Week | Robert Eggers              | Vundet             | [ 6 ]         |
| Chicago Film Critics Association              | December 14, 2019     | Best Cinematography                                 | Jarin Blaschke             | Nomineret          | [ 7 ]         |
| Critics' Choice Movie Awards                  | January 12, 2020      | Best Supporting Actor                               | Willem Dafoe               | Nomineret          | [ 8 ]         |
| Critics' Choice Movie Awards                  | January 12, 2020      | Best Cinematography                                 | Jarin Blaschke             | Nomineret          | [ 8 ]         |
| Detroit Film Critics Society                  | December 9, 2019      | Best Actor                                          | Robert Pattinson           | Nomineret          | [ 9 ]         |
| Detroit Film Critics Society                  | December 9, 2019      | Best Supporting Actor                               | Willem Dafoe               | Nomineret          | [ 9 ]         |
| Detroit Film Critics Society                  | December 9, 2019      | Best Screenplay                                     | Robert Eggers & Max Eggers | Nomineret          | [ 9 ]         |
| Georgia Film Critics Association              | January 10, 2020      | Best Supporting Actor                               | Willem Dafoe               | Nomineret          | [ 10 ]        |
| Georgia Film Critics Association              | January 10, 2020      | Best Cinematography                                 | Jarin Blaschke             | Nomineret          | [ 10 ]        |
| Georgia Film Critics Association              | January 10, 2020      | Best Production Design                              | Craig Lathrop, Matt Likely | Nomineret          | [ 10 ]        |
| Gotham Awards                                 | December 2, 2019      | Best Actor                                          | Willem Dafoe               | Nomineret          | [ 11 ]        |
| Hollywood Critics Association Awards          | January 9, 2020       | Best Cinematography                                 | Jarin Blaschke             | Nomineret          | [ 12 ]        |
| Houston Film Critics Society                  | January 2, 2020       | Best Supporting Actor                               | Willem Dafoe               | Nomineret          | [ 13 ]        |
| Independent Spirit Awards                     | February 8, 2020      | Best Director                                       | Robert Eggers              | Nomineret          | [ 14 ]        |
| Independent Spirit Awards                     | February 8, 2020      | Best Male Lead                                      | Robert Pattinson           | Nomineret          | [ 14 ]        |
| Independent Spirit Awards                     | February 8, 2020      | Best Supporting Male                                | Willem Dafoe               | Vundet             | [ 14 ]        |
| Independent Spirit Awards                     | February 8, 2020      | Best Editing                                        | Louise Ford                | Nomineret          | [ 14 ]        |
| Independent Spirit Awards                     | February 8, 2020      | Best Cinematography                                 | Jarin Blaschke             | Vundet             | [ 14 ]        |
| London Film Critics' Circle Awards            | January 30, 2020      | British / Irish Actor of the Year                   | Robert Pattinson           | Vundet             | [ 15 ]        |
| San Diego Film Critics Society                | December 9, 2019      | Best Supporting Actor                               | Willem Dafoe               | Nomineret          | [ 16 ] [ 17 ] |
| San Diego Film Critics Society                | December 9, 2019      | Best Cinematography                                 | Jarin Blaschke             | Vundet             | [ 16 ] [ 17 ] |
| San Francisco Bay Area Film Critics Circle    | December 16, 2019     | Best Supporting Actor                               | Willem Dafoe               | Nomineret          | [ 18 ] [ 19 ] |
| Satellite Awards                              | December 19, 2019     | Best Motion Picture – Drama                         | The Lighthouse             | Nomineret          | [ 20 ]        |
| Satellite Awards                              | December 19, 2019     | Best Supporting Actor                               | Willem Dafoe               | Vundet             | [ 20 ]        |
| Seattle Film Critics Society                  | December 16, 2019     | Best Picture                                        | The Lighthouse             | Nomineret          | [ 21 ]        |
| Seattle Film Critics Society                  | December 16, 2019     | Best Director                                       | Robert Eggers              | Nomineret          | [ 21 ]        |
| Seattle Film Critics Society                  | December 16, 2019     | Best Supporting Actor                               | Willem Dafoe               | Vundet             | [ 21 ]        |
| Seattle Film Critics Society                  | December 16, 2019     | Best Cinematography                                 | Jarin Blaschke             | Nomineret          | [ 21 ]        |
| St. Louis Film Critics Association            | December 15, 2019     | Best Horror Film                                    | The Lighthouse             | Nomineret          | [ 22 ]        |
| St. Louis Film Critics Association            | December 15, 2019     | Best Cinematography                                 | Jarin Blaschke             | Skabelon:Runner-up | [ 22 ]        |
| Toronto Film Critics Association              | December 8, 2019      | Best Supporting Actor                               | Willem Dafoe               | Skabelon:Runner-up | [ 23 ]        |
| Washington D.C. Area Film Critics Association | December 8, 2019      | Best Cinematography                                 | Jarin Blaschke             | Nomineret          | [ 24 ]        |